# Некрореализм
Некрореали́зм — направление в искусстве, зародившееся в Ленинграде в начале 1980-х годов в среде художников и кинематографистов андеграунда. Основоположником и ключевой фигурой движения является Евгений Юфит. Некрореализм фокусируется на исследовании пограничных состояний человека, патологии телесности и абсурдности умирания, часто используя для этого эстетику гротеска, чёрного юмора и шока.

## Концепция
В основе эстетического принципа некрореализма лежит стремление изобразить предсмертное, пограничное и смещённое состояние человека и его тела. Само название направления является сознательным оксюмороном, объединяющим понятия «некро» (от греч. νεκρός — мёртвый) и «реализм». Этот приём отражает одну из центральных идей движения — разрушение дуализма между жизнью и смертью, представлением их не как противоположностей, а как неразрывно связанных состояний. По словам одного из ключевых участников движения, Олега Котельникова, некрореализм — это размышление о «жизни тела после смерти духа» и о «радости бытия и жизни как таковой».
Тема смерти и распада трактуется в русле традиции memento mori и Danse Macabre. Котельников подчёркивал, что движение стремилось «в игровой форме показать, что мир красив во всех проявлениях» и что в искусстве не должно быть «никаких табуированных зон».
Возникнув в контексте позднего СССР, некрореализм также отсылал к соцреализму — главенствующему художественному направлению того времени. Художники использовали советские образы и символы, помещая их в абсурдный и шокирующий «некро-контекст», тем самым подвергая их деконструкции и ироническому переосмыслению.
С распадом СССР и исчезновением объекта пародии фокус некрореализма сместился от социально-политической критики к более глубокому философскому осмыслению. В постсоветский период творчество некрореалистов стало созвучно идеям постгуманизма, который ставит под сомнение центральное положение человека в мире, критикует традиционный гуманизм и исследует дихотомии «человек/животное», «культура/природа», «живое/мёртвое».

## История

### Зарождение и ранний этап (1980-е): социально-политический протест
Некрореализм зародился в Ленинграде в начале 1980-х годов. Олег Котельников вспоминал, что сам термин был придуман им и Евгением Юфитом «на кухне», после того как они обнаружили справочник по судебной медицине, иллюстрации из которого их «заворожили». Движение выросло из перформансов-экспериментов, которые Юфит и его единомышленники устраивали в лесах, пригородных электричках и на стройках. Они имитировали драки, несчастные случаи и патологические состояния, снимая происходящее на 8-мм киноплёнку. Эти спонтанные акции стали основой для первых короткометражных фильмов, снятых на созданной Юфитом подпольной студии «Мжалалафильм».
В отличие от нонконформистов, некрореалисты, по свидетельству Котельникова, не ставили целью прямую политическую борьбу, а были сосредоточены на поиске нового языка в искусстве и исследовании того, «что такое „современное искусство“», сознательно игнорируя официальную идеологию. Тем не менее их работы содержали острую социально-политическую критику. Одной из первых знаковых работ стал фильм «Санитары-оборотни» (1984). В нём подвергаются деконструкции идеологические образы советской власти. Главный герой — советский моряк, символ Октябрьской революции, — бесцельно блуждает по лесу и гибнет не героической, а банальной и абсурдной смертью от рук санитаров и лесников. Финал, где моряку мерещится уходящий в даль «белый пароход» — по словам режиссёра, «символ советского счастья», — является пародийной отсылкой к культовым советским фильмам, таким как «Броненосец «Потёмкин»» и «Волга, Волга».
Схожие приёмы использовались также в фильмах «Лесоруб» (1985), «Весна» (1987), «Вепри суицида» (1988). В них советские символы (пионеры, выпускающие голубей; образ Ленина с бревном) помещались в контекст абсурда, насилия и разложения, что вызывало у зрителя недоумение и подрывало основы официальной идеологии.

### Постсоветский период (1990-е): постгуманистический поворот
С начала 1990-х годов, после распада СССР, некрореализм утратил основной объект своей пародии — советскую действительность. Как отмечал киновед Сергей Добротворский, после выхода фильма «Папа, умер Дед Мороз» (1991) «устоев больше не осталось», и движение перешло от «скандального ниспровержения» к философскому осмыслению.
Этот этап совпал с распространением идей постгуманизма. Творчество Юфита стало отражать ключевые постулаты этой философии:
- Постдуализм: Разрушение дихотомии «живое/мёртвое» было центральной темой некрореализма с самого начала. Главной фигурой картин и фильмов становится «нетруп» — образ, вдохновлённый «Атласом судебной медицины» Эдуарда фон Гофмана. Благодаря вертикальному положению, тело «становилось как бы ни живым, ни мёртвым, попадая в некое иное состояние»[9]. Для создания образа Юфит разработал «зомби-грим» из бинтов, томатной пасты и ваты[10].
- Постантропоцентризм: Децентрализация человека и критика его главенствующего положения в природе ярко проявились в фильме «Серебряные головы» (1998)[11]. В нём учёные проводят эксперимент по слиянию человека и дерева, чтобы создать существо, лишённое человеческих недостатков. Попытка проваливается, подчёркивая тщетность усилий по «улучшению» природы. Философ Виктор Мазин описывает нового человека у Юфита как «голого отброса технонаучномедийных экспериментов»[12].
- Критика идей Просвещения: Некропрактика противопоставляла себя ценностям разума и здравого смысла. Центральное понятие «мужчина» в некрореализме наделялось такими качествами, как «тупость, бодрость, наглость и матёрость», к которым следовало стремиться[10].

## Ключевые фигуры
- Евгений Юфит
- Владимир Кустов
- Игорь Безруков
- Олег Котельников
- Андрей Мёртвый (Андрей Курмаярцев)
- Валерий Морозов
- Сергей Серп
- Сергей Чернов
- Юрий Циркуль (Красев)
- Алексей Трупырь (Константинов)
- Евгений Дебил (Кондратьев)

## Признание и наследие
Первое официальное признание некрореализм получил в 1988 году, когда короткометражные фильмы Юфита были показаны на международном кинофестивале «Арсенал» в Риге. В 1989 году работы некрореалистов были включены в экспозицию Русского музея на выставке «Новые поступления».
В 1990 году движение было масштабно представлено на международной выставке «Территория искусства» в Русском музее, что ознаменовало его выход на международную арену. Впоследствии работы Юфита, Кустова и других художников экспонировались в крупнейших мировых музеях, включая МоМА в Нью-Йорке, Стеделейк в Амстердаме, Кунстхалле Дюссельдорфа и на кинофестивалях в Роттердаме, Берлине и Римини.
Некрореализм оказал значительное влияние на развитие российского андеграундного искусства и независимого кинематографа, став одним из самых ярких художественных явлений эпохи перестройки и 1990-х годов.